# Governo do Sul (América portuguesa)
```
   |-
       |
Erro:
:  
valor não especificado para "
nome_comum
"
```

O Governo do Norte foi uma unidade administrativa da América Portuguesa, vigente de 1572 a 1577, resultado da divisão do Governo-Geral do Brasil em duas jurisdições: o Governo do Norte e o Governo do Sul. Essa divisão visava otimizar a administração colonial diante das dificuldades enfrentadas pela Coroa Portuguesa. 

## Antecedentes
O estabelecimento do Governo-Geral em 1548 foi uma medida tomada pelo rei João III de Portugal para centralizar a administração do Brasil, substituindo o fracassado sistema de Capitanias Hereditárias. A capital foi instalada em Salvador, e o governo-geral teve início com Tomé de Sousa, seguido por Duarte da Costa e Mem de Sá..
Conforme o historiador Boris Fausto, três fatores contribuíram para essa reorganização: o declínio do comércio de especiarias com a Índia, o fracasso das campanhas militares no Marrocos e o sucesso da Espanha na exploração de metais preciosos nas Américas. Assim, o Brasil se tornou cada vez mais importante para a Coroa Portuguesa.

## Criação do Governo do Sul
Em 1572, após a renúncia do governador Mem de Sá, durante o reinado de Manuel, percebendo ainda falhas na administração, dividiu o Brasil em dois Governos-Gerais: o Governo do Sul iniciando na capitania do Espírito Santo e abrangia todas as demais a sul, com capital no Rio de Janeiro, localizada na seção norte da então capitania de São Vicente; o Governo do Norte, continuidade do Estado do Brasil, abrangia as terras a norte da capitania de Porto Seguro, com capital em Salvador.
Para governador do sul, foi escolhido o desembargador Antônio de Salema (então ouvidor em Pernambuco), nomeados em 1572.

## Reunificação dos Governos
Em 1577, percebeu-se que a divisão do governo-geral em dois não trazia a unidade administrativa desejada. A falta de coesão dificultava a defesa do território e a exploração de suas riquezas. Assim, a Coroa Portuguesa decidiu unificar novamente os Governos, com sede em Salvador, cessando a administração dual. Foi nomeado Lourenço da Veiga como o novo governador-geral, exercendo o cargo até 1581, quando faleceu.

## Domínios portugueses na América do Sul

1534 Capitanias hereditárias
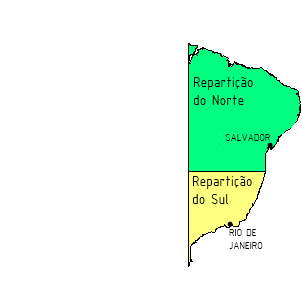
1572 Dois governos distintos